# Água Clara
Água Clara là một đô thị thuộc bang Mato Grosso do Sul, Brasil. Đô thị này có diện tích 11031 km², dân số năm 2007 là 13181 người, mật độ 1,19 người/km².